# Ось такі дива
«Ось такі дива» («Вот такие чудеса») — радянський художній фільм 1982 року, знятий режисером Юхимом Гальперіним на Свердловській кіностудії.

## Сюжет
В основі сюжету — створення у Палаці культури ансамблю народного танцю. У фільмі знімався ансамбль народного танцю Палацу молоді профтехосвіти міста Свердловська під керівництвом народного артиста РРФСР О. Полічкіна.

## У ролях
- Микола Трофімов — Євген Петрович Карачурін, директор Палацу культури
- Віктор Іллічов — Віктор Григорович Вишняков, керівник ансамблю народного танцю
- Марія Виноградова — Марія Іванівна Кузнецова, чергова
- Олександр Пашутін — Опрокітнєв, бухгалтер
- Лариса Моравська — Тома
- Андрій Анкудінов — Кукін
- Андрій Гусєв — Сергій
- Ігор Лук'янов — учасник ансамблю
- Олена Шилкіна — учасниця ансамблю
- Ірина Єфремова — учасниця ансамблю
- І. Недосєкін — Вася Пчолкін
- Юрій Бєлов — член комісії
- Зоя Василькова — Ніна Миколаївна, прибиральниця
- Анатолій Ведьонкін — Гвоздьов, адміністратор ансамблю «Горобинка»
- Юрій Волинцев — Юрій Віталійович Званцев, голова комісії
- М. Колесникова — епізод
- Т. Романченко — епізод
- С. Родіонов — епізод
- Максим Сидоров — хлопчик-художник
- Микола Добринін — епізод

## Знімальна група
- Режисер — Юхим Гальперін
- Сценаристи — Костянтин Лозінський, Дмитро Федоров
- Оператори — В'ячеслав Єврилов, Геннадій Трубніков
- Композитори — Сергій Беринський, Григорій Погодін
- Художник — Валерій Лукінов